# Aloe capitata x marlothii
Aloe capitata x marlothii é uma espécie de liliopsida do gênero Aloe, pertencente à família Asphodelaceae.